# Hans Spiegel (Architekt)
Hans Spiegel (* 4. Juni 1893 in Nürnberg; † 11. April 1987 in Düsseldorf) war ein deutscher Architekt und Hochschullehrer, der sich nach dem Zweiten Weltkrieg auch in der Burgenforschung engagierte.

## Leben
Nach dem Besuch der Oberrealschule in Nürnberg studierte Spiegel von 1912 bis 1916 an der Technischen Hochschule München bei Friedrich von Thiersch, Carl Hocheder, Emil von Mecenseffy und Theodor Fischer. Nach den Ersten Weltkrieg trat er als Regierungsbaumeister (Assessor in der öffentlichen Bauverwaltung) beim Landbauamt Würzburg in den öffentlichen Dienst ein, bevor er sich 1922 mit einem eigenen Büro in Düsseldorf selbständig machte. Im Juni 1930 promovierte er an der Technischen Hochschule Berlin mit der Dissertation Die Auflösung der Gebäudekonstruktion durch den Skelettbau. Ab 1932 lehrte er als Honorarprofessor an der Technischen Hochschule Aachen über Stahl- und Industriebau. 1941 wurde er zum Leiter der Abteilung B Typung und Normung der neugegründeten Deutschen Akademie für Wohnungswesen unter Robert Ley berufen. Nach dem Zweiten Weltkrieg arbeitete Spiegel als freier Architekt in verschiedenen Bürogemeinschaften.
Im Oktober 1963 erhielt Spiegel das Bundesverdienstkreuz für seine Verdienste im Bereich der Burgenforschung. Er war Mitglied im Deutschen Werkbund (DWB) und im Bund Deutscher Architekten (BDA).

## Wirken

### Architekt
Beeinflusst vom Deutschen Werkbund und dem Bauhaus lag das Interesse Spiegels als Architekt auf der Rationalisierung des Siedlungs- und Industriebaus, speziell durch den Stahlskelettbau und den Einsatz von Stahlbeton sowie durch die Verwendung standardisierter, industriell vorgefertigter Bauteile. Er publizierte bereits 1926 zu standardisierten Kleinhäusern und stellte im gleichen Jahr auf der GeSoLei einen Prototyp vor. Schon vor 1930 arbeitete im Auftrag der Reichsforschungsgesellschaft für Wirtschaftlichkeit im Bau- und Wohnungswesen und war noch 1939/1940 mit bautechnischen Versuchssiedlungen in Salzgitter und Wolfsburg beschäftigt. Für die Deutsche Akademie für Wohnungswesen entwickelte er mit der von ihm geleiteten Abteilung B in den Kriegsjahren ab 1941 den Reichseinheitstyp für ein Behelfsheim („Ley-Bude“) zur Unterbringung ausgebombter Familien. 1950 wurde er als Berater für den öffentlichen Sozialwohnungsbau in Ägypten hinzugezogen.
Spiegel war vor allem im Bereich des Siedlungsbaus sowie beim Bau von Industrie- und Verwaltungsbebäuden tätig. Nach dem Zweiten Weltkrieg wurde er 1951 zum Architekturwettbewerb für das Dienstgebäude des Auswärtigen Amts in Bonn eingeladen und war am Entwurf für den in einem ersten Bauabschnitt 1961–1964 errichteten Verwaltungskomplex des Bundesverteidigungsministeriums auf der Bonner Hardthöhe beteiligt.

### Burgenforschung
Aus einem privaten Interesse für die Burgenforschung entwickelte sich ab ca. 1950 ein intensives Engagement für die Deutsche Burgenvereinigung, deren Vorsitzender er von 1957 bis 1968 war, und für den Erhalt der Marksburg, des Sitzes der Vereingung. Ab 1960 war er auch Herausgeber der neukonzipierten Publikation Burgen und Schlösser als wissenschaftlicher Fachzeitschrift der Burgenvereinigung. 1954 erwarb er privat die Burg Grenzau, die er baulich sicherte und ausbaute; hier zeigte er auch seine Sammlung von Keramik des Kannenbäckerlandes.

## Werk

### Bauten (Auswahl)
- Arbeiterhauss in der Vorstadt auf der GeSoLei 1926 in Düsseldorf[8]
- privates Wohnhaus in Düsseldorf-Grafenberg[8]
- Stahlrahmenhaus auf der Jahresschau Deutscher Arbeit 1928 in Dresden[8]
- Siedlung Hellweg in Düsseldorf-Flingern-Nord, 1929–1931[9][8]
- Haus Lemke in Düsseldorf-Büderich, 1930[10]
- Wohnhausbauten an der Speldorfer Straße in Düsseldorf[8]
- Wohnhaus am Mörsenbroicher Weg in Düsseldorf[8]
- Werksiedlungen für das Volkswagenwerk und das Junkers Flugzeugwerk[8]
- Ausstellungsgestaltung in den Hallen 8 und 15 auf der Reichsausstellung Schaffendes Volk 1937 in Düsseldorf[8]
- Verwaltungsgebäude einer Maschinenfabrik in Düsseldorf, 1941[8]
- Wohnsiedlungen für Bundesbedienstete an der Lotharstraße (1950–1952) und an der Damaschkestraße (1950–1951) in Bonn[1]
- Sicherung und Ausbau der Burg Grenzau, 1954–1987[7]
- Werkhallen für das Unternehmen Pierburg in Neuss, 1960[11][8]

### Schriften (Auswahl)
- Der Weg aus der Wohnungsnot. Bau Deiner Familie ein Eigenheim. Romen, Emmerich 1926.
- Neues Bauen. Industriebauten und Wohnungsbauten. Düsseldorf 1926.
- Das Stahlrahmenhaus. (= Stahl überall, Nr. 7.) Beratungsstelle für Stahlverwendung, Düsseldorf 1928.
- Der Stahlhausbau.
  - Band 1: Wohnbauten aus Stahl. Alwin Fröhlich, Leipzig 1928.
  - Band 2: Grundlagen zum Bauen mit Stahl. Alwin Fröhlich / Bauwelt-Verlag, Leipzig / Berlin 1930.
- Die Auflösung der Gebäudekonstruktion durch den Skelettbau. (Dissertation, Technische Hochschule Berlin, 1930) Berlin 1931.[12]
- Baustellenversuche über die technische und wirtschaftliche Durchbildung von Wand- und Deckenkonstruktionen im Stahlskelett-Wohnhausbau. 1931.
- Selbsthilfebau. Das wachsende Haus. Gemeinnützige Kleinsiedler-Selbsthilfe, Düsseldorf 1931.
- Richtlinien für Kleinsiedlungen. (= Hefte für Hausplanung und Normung, Nr. 28.) Deutsche Akademie für Wohnungswesen, Berlin 1944.
- Schutzbauten und Wehrbauten. Einführung in die Baugeschichte der Herrensitze, der Burgen, der Schutzbauten und der Wehrbauten. 2., erweiterte Auflage, Glock & Lutz, Nürnberg 1970.
- Der Eisenkunstguß der Sayner Hütte. (Publikation zur Althans-Gedächtnis-Ausstellung im Rathaus Bendorf 1981) Bendorf (Rhein) 1983, ISBN 3-923888-00-7.
- Chronik der Burg Grenzau. In: Burgen und Schlösser, 25. Jahrgang 1984, S. 22–52. (doi:10.11588/bus.1984.1.86321)
- Das DZK-Ordnungssystem der Keramik des Dokumentationszentrums Kannenbäckerland e. V. (= DZK-Arbeitshefte, Nr. 11.) Höhr-Grenzhausen 1985.